# Eurovision Song Contest 2017
Eurovision Song Contest 2017 là cuộc thi Ca khúc truyền hình châu Âu thứ 62. Cuộc thi diễn ra ở thành phố Kyiv - thủ đô của Ukraina sau chiến thắng của đại diện Ukraina - Jamala ở cuộc thi năm 2016 diễn ra tại Stockholm, Thụy Điển với bài hát "1944". Đây là lần thứ 2 cuộc thi diễn ra tại Kyiv, sau lần đầu tiên vào năm 2005. Cuộc thi diễn ra tại International Exhibition Centre và bao gồm 2 trận bán kết vào ngày 9 và 11 tháng 5, và trận chung kết vào ngày 13 tháng 5 năm 2017. Người dẫn chương trình của cuộc thi năm nay là Oleksandr Skichko, Volodymyr Ostapchuk và Timur Miroshnychenko.
42 quốc gia tham gia cuộc thi. Bồ Đào Nha và Romania quay trở lại cuộc thi sau một năm vắng mặt, trong khi Bosnia và Herzegovina rút lui do lý do tài chính. Nga dự định tham gia cuộc thi, nhưng sau đó thông báo rút lui vào ngày 13 tháng 4 năm 2017, sau khi người đại diện cho Nga, Julia Samoylova, đã bị cấm nhập cảnh vào Ukraina vì đã đi trực tiếp từ Nga đến bán đảo Krym, khu vực bị chiếm bởi Nga vào năm 2014, để biểu diễn, và đã vi phạm luật của Ukraina.
Chiến thắng đã thuộc về Bồ Đào Nha với bài hát "Amar pelos dois" (Tình yêu cho cả hai ta), được biểu diễn bởi Salvador Sobral và được viết bởi người chị Luísa Sobral. Đây là chiến thắng đầu tiên của Bồ Đào Nha, cũng như là vị trí Top 5 đầu tiên trong suốt 53 năm tham gia, khoảng thời gian dài nhất một quốc gia chờ đợi để giành chiến thắng. Đây cũng là lần đầu tiên bài hát chiến thắng được viết hoàn toàn bằng ngôn ngữ chính của quốc gia chiến thắng kể từ năm 2007 khi Serbia thắng cuộc. Ba quốc gia đứng đầu - Bồ Đào Nha, Bulgaria và Moldova - giành được thứ hạng cao nhất trong lịch sử tham gia cuộc thi. Cuộc thi cũng đánh dấu thứ hạng tệ nhất của chủ nhà - Ukraina - với vị trí 24 trong số 26 quốc gia ở vòng chung kết. Trong số các quốc gia "Big Five", chỉ có Ý giành được một vị trí trong top 10, và về ở vị trí thứ 6. Liên hiệp Phát sóng châu Âu báo cáo có khoảng 182 triệu lượt xem trên toàn thế giới, ít hơn 22 triệu lượt xem so với kỉ lục của cuộc thi năm 2016.

## Địa điểm tổ chức
Cuộc thi diễn ra tại International Exhibition Centre ở Kyiv, Ukraina sau chiến thắng của Ukraina với bài hát "1944", được viết và biểu diễn bởi ca sĩ Jamala. Trung tâm có sức chứa khoảng 11,000 người.

## Kết quả

Các nước tham dự vòng bán kết 1
Các nước được đặc cách vào vòng chung kết, nhưng cũng được quyền bầu chọn tại vòng bán kết 1
Các nước tham dự vòng bán kết 2
Các nước được đặc cách vào vòng chung kết, nhưng cũng được quyền bầu chọn tại vòng bán kết 2

### Bán kết 1
Mười tám quốc gia tham gia thi đấu ở bán kết 1. Ý, Tây Ban Nha và Anh bình chọn ở trận bán kết này. Những quốc gia được in đậm giành được tấm vé tham dự vòng chung kết.
| Thứ tự | Quốc gia   | Nghệ sĩ              | Ca khúc           | Ngôn ngữ         | Vị trí | Số điểm |
| ------ | ---------- | -------------------- | ----------------- | ---------------- | ------ | ------- |
| 01     | Thụy Điển  | Robin Bengtsson      | "I Can't Go On"   | Tiếng Anh        | 3      | 227     |
| 02     | Gruzia     | Tamara Gachechiladze | "Keep the Faith"  | Tiếng Anh        | 11     | 99      |
| 03     | Úc         | Isaiah Firebrace     | "Don't Come Easy" | Tiếng Anh        | 6      | 160     |
| 04     | Albania    | Lindita              | "World"           | Tiếng Anh        | 14     | 76      |
| 05     | Bỉ         | Blanche              | "City Lights"     | Tiếng Anh        | 4      | 165     |
| 06     | Montenegro | Slavko Kalezić       | "Space"           | Tiếng Anh        | 16     | 56      |
| 07     | Phần Lan   | Norma John           | "Blackbird"       | Tiếng Anh        | 12     | 92      |
| 08     | Azerbaijan | Dihaj                | "Skeletons"       | Tiếng Anh        | 8      | 150     |
| 09     | Bồ Đào Nha | Salvador Sobral      | "Amar pelos dois" | Tiếng Bồ Đào Nha | 1      | 370     |
| 10     | Hy Lạp     | Demy                 | "This Is Love"    | Tiếng Anh        | 10     | 115     |
| 11     | Ba Lan     | Kasia Moś            | "Flashlight"      | Tiếng Anh        | 9      | 119     |
| 12     | Moldova    | SunStroke Project    | "Hey, Mamma!"     | Tiếng Anh        | 2      | 291     |
| 13     | Iceland    | Svala                | "Paper"           | Tiếng Anh        | 15     | 60      |
| 14     | Séc        | Martina Bárta        | "My Turn"         | Tiếng Anh        | 13     | 83      |
| 15     | Síp        | Hovig Demirjian      | "Gravity"         | Tiếng Anh        | 5      | 164     |
| 16     | Armenia    | Artsvik              | "Fly with Me"     | Tiếng Anh        | 7      | 152     |
| 17     | Slovenia   | Omar Naber           | "On My Way"       | Tiếng Anh        | 17     | 36      |
| 18     | Latvia     | Triana Park          | "Line"            | Tiếng Anh        | 18     | 21      |

### Bán kết 2
18 quốc gia tham gia vào trận bán kết 2. Pháp, Đức và chủ nhà Ukraina bình chọn ở trận bán kết này. Nga đã được sắp xếp biểu diễn ở vị trí thứ 3, nhưng đã rút lui sau khi ca sĩ đại diện của họ đã bị cấm nhập cảnh vào Ukraina, khiến cho các quốc gia biểu diễn ở vị trí thứ 4 trở đi sẽ biểu diễn sớm hơn. Những quốc gia được in đậm giành được tấm vé tham dự vòng chung kết.
| Thứ tự | Quốc gia   | Nghệ sĩ                           | Ca khúc               | Ngôn ngữ           | Vị trí | Số điểm |
| ------ | ---------- | --------------------------------- | --------------------- | ------------------ | ------ | ------- |
| 01     | Serbia     | Tijana Bogićević                  | "In Too Deep"         | Tiếng Anh          | 11     | 98      |
| 02     | Áo         | Nathan Trent                      | "Running on Air"      | Tiếng Anh          | 7      | 147     |
| 03     | Macedonia  | Jana Burčeska                     | "Dance Alone"         | Tiếng Anh          | 15     | 69      |
| 04     | Malta      | Claudia Faniello                  | "Breathlessly"        | Tiếng Anh          | 16     | 55      |
| 05     | România    | Ilinca Băcilă ft. Alex Florea     | "Yodel It!"           | Tiếng Anh          | 6      | 174     |
| 06     | Hà Lan     | O'G3NE                            | Lights and Shadows"   | Tiếng Anh          | 4      | 200     |
| 07     | Hungary    | Joci Pápai                        | "Origo"               | Tiếng Hungary      | 2      | 231     |
| 08     | Đan Mạch   | Anja                              | "Where I Am"          | Tiếng Anh          | 10     | 101     |
| 09     | Ireland    | Brendan Murray                    | "Dying to Try"        | Tiếng Anh          | 13     | 86      |
| 10     | San Marino | Valentina Monetta & Jimmie Wilson | "Spirit of the Night" | Tiếng Anh          | 18     | 1       |
| 11     | Croatia    | Jacques Houdek                    | "My Friend"           | Tiếng Ý, Tiếng Anh | 8      | 141     |
| 12     | Na Uy      | Jowst                             | "Grab the Moment"     | Tiếng Anh          | 5      | 189     |
| 13     | Thụy Sĩ    | Timebelle                         | "Apollo"              | Tiếng Anh          | 12     | 97      |
| 14     | Belarus    | Naviband                          | "Story of My Life"    | Tiếng Belarus      | 9      | 110     |
| 15     | Bulgaria   | Kristian Kostov                   | "Beautiful Mess"      | Tiếng Anh          | 1      | 403     |
| 16     | Litva      | Fusedmarc                         | "Midnight Gold"       | Tiếng Anh          | 17     | 42      |
| 17     | Estonia    | Koit Toome & Laura Põldvere       | " Fairytale"          | Tiếng Anh          | 16     | 45      |
| 18     | Israel     | Imri Ziv                          | "I Feel Alive"        | Tiếng Anh          | 3      | 207     |

### Chung kết
26 quốc gia tham gia trong vòng chung kết, với tất cả 42 quốc gia tham gia bình chọn. Thứ tự dự thi vòng chung kết được công bố sau buổi họp báo của 10 quốc gia chiến thắng bán kết 2.
| Thứ tự | Quốc gia    | Nghệ sĩ                       | Ca khúc                | Ngôn ngữ                     | Vị trí | Số điểm |
| ------ | ----------- | ----------------------------- | ---------------------- | ---------------------------- | ------ | ------- |
| 01     | Israel      | Imri Ziv                      | "I Feel Alive"         | Tiếng Anh                    | 23     | 39      |
| 02     | Ba Lan      | Kasia Moś                     | "Flashlight"           | Tiếng Anh                    | 22     | 64      |
| 03     | Belarus     | Naviband                      | "Story of My Life"     | Tiếng Belarus                | 17     | 83      |
| 04     | Áo          | Nathan Trent                  | "Running on Air"       | Tiếng Anh                    | 16     | 93      |
| 05     | Armenia     | Artsvik                       | "Fly with Me"          | Tiếng Anh                    | 18     | 79      |
| 06     | Hà Lan      | O'G3NE                        | "Lights and Shadows"   | Tiếng Anh                    | 11     | 150     |
| 07     | Moldova     | Sunstroke Project             | "Hey, Mamma!"          | Tiếng Anh                    | 3      | 374     |
| 08     | Hungary     | Joci Pápai                    | "Origo"                | Tiếng Hungary                | 8      | 200     |
| 09     | Ý           | Francesco Gabbani             | "Occidentali's Karma"  | Tiếng Ý                      | 6      | 334     |
| 10     | Đan Mạch    | Anja                          | "Where I Am"           | Tiếng Anh                    | 20     | 77      |
| 11     | Bồ Đào Nha  | Salvador Sobral               | "Amar pelos dois"      | Tiếng Bồ Đào Nha             | 1      | 758     |
| 12     | Azerbaijan  | Dihaj                         | "Skeletons"            | Tiếng Anh                    | 14     | 120     |
| 13     | Croatia     | Jacques Houdek                | "My Friend"            | Tiếng Ý, Tiếng Anh           | 13     | 128     |
| 14     | Úc          | Isaiah Firebrace              | "Don't Come Easy"      | Tiếng Anh                    | 9      | 173     |
| 15     | Hy Lạp      | Demy                          | "This Is Love"         | Tiếng Anh                    | 19     | 77      |
| 16     | Tây Ban Nha | Manel Navarro                 | "Do It for Your Lover" | Tiếng Tây Ban Nha, Tiếng Anh | 26     | 5       |
| 17     | Na Uy       | Jowst                         | "Grab the Moment"      | Tiếng Anh                    | 10     | 158     |
| 18     | Anh         | Lucie Jones                   | "Never Give Up on You" | Tiếng Anh                    | 15     | 111     |
| 19     | Síp         | Hovig                         | "Gravity"              | Tiếng Anh                    | 21     | 68      |
| 20     | România     | Ilinca Băcilă ft. Alex Florea | "Yodel It!"            | Tiếng Anh                    | 7      | 282     |
| 21     | Đức         | Levina                        | "Perfect Life"         | Tiếng Anh                    | 25     | 6       |
| 22     | Ukraina     | O.Torvald                     | "Time"                 | Tiếng Anh                    | 24     | 36      |
| 23     | Bỉ          | Blanche                       | "City Lights"          | Tiếng Anh                    | 4      | 363     |
| 24     | Thụy Điển   | Robin Bengtsson               | "I Can't Go On"        | Tiếng Anh                    | 5      | 344     |
| 25     | Bulgaria    | Kristian Kostov               | "Beautiful Mess"       | Tiếng Anh                    | 2      | 615     |
| 26     | Pháp        | Alma                          | "Requiem"              | Tiếng Pháp                   | 12     | 135     |